# História da Saxônia
Esta é a história da Saxônia, região povoada por alemães ao longo do rio Elba.

## A tribo saxã
Durante os séculos III e IV, surgiram na Germânia as grandes confederações tribais dos alamanos, bávaros, turíngios, francos, frísios e saxões, em substituição às pequenas tribos dispersas da região. Exceto pelos saxões (saxones, em latim), todas as demais confederações eram governadas por reis; os saxões, porém, encontravam-se divididos em alguns grupos independentes, liderados por chefes, e em tempo de guerra elegiam um duque. Os saxões eram originalmente uma pequena tribo que vivia nas margens do Mar do Norte, entre os rios Elba e Eider, no que é hoje a Holsácia. O nome provem de uma faca de pedra chamada sax.
Ao longo dos séculos III e IV, os saxões lograram avançar em direção ao Ocidente, pela força das armas, e seu nome passou a indicar a grande confederação tribal que se estendia na direção oeste até a antiga fronteira romana, próxima ao Reno. Ao sul, os saxões atingiram Eichsfeld e, nos séculos seguintes, absorveram a maior parte da Turíngia. A leste, controlaram territórios até os rios Elba e Saale. Juntamente com a tribo germânica dos anglos, parte dos saxões fixou-se na ilha da Grã-Bretanha, lançando as bases da civilização anglo-saxã.
Ao tentar avançar sobre a Gália, os saxões entraram em conflito com os francos que viviam às margens do Reno. O rei franco Clóvis I (481-511) unificou as diversas tribos francas, conquistou a Gália romana e aceitou, com seu povo, o cristianismo. O novo Reino Franco logrou submeter (e evangelizar) todas as tribos germânicas, exceto os saxões. Pelos cem anos subsequentes, opor-se-iam militarmente os francos e os saxões. Estes últimos foram finalmente subjugados pelos francos sob o comando de Carlos Magno, após um conflito sangrento que durou trinta anos (772-804), convertendo-se ao cristianismo. Além do aspecto prático de evitar as pilhagens anuais promovidas pelos saxões em terras de francos ao longo do Reno, Carlos lançou mão, também, do aspecto religioso (a conversão de pagãos) para avançar sobre o território saxão. Com a conquista, o rei franco patrocinou a evangelização de seus novos súditos por meio da criação de mosteiros e de igrejas.

## O Ducado medieval da Saxônia
Quando o Reino Franco foi partilhado pelo Tratado de Verdun (843), o território a leste do Reno tornou-se o Reino da Frância Oriental, do qual surgiria a Alemanha. Os reis francos orientais da dinastia carolíngia não conseguiram impor uma autoridade central forte, razão pela qual cada uma das tribos germânicas viu-se forçada a defender-se sozinha contra os ataques dos normandos e dos eslavos e a eleger duques para liderá-las na defesa. O primeiro duque saxão foi Otão, o Ilustre (880-912), da dinastia Liudolfinger, que logrou controlar a Turíngia. Seu filho Henrique I, o Passarinheiro, eleito rei da Germânia (919-936), é apontado tradicionalmente como o fundador do Império Germânico medieval. Otão I, filho de Henrique, foi o primeiro rei da Germânia a receber do papa a coroa imperial romana (962) e é, portanto, contado entre os Sacro Imperadores Romano-Germânicos. A dinastia otoniana (saxã, portanto) dos imperadores germânicos encerrou-se com o reinado de Henrique II (1002-1024).
Henrique I (o Passarinheiro) e Otão I mantiveram, ambos, o título de duque da Saxônia e combateram os eslavos a leste da Germânia. Otão subjugou os territórios eslavos na margem direita dos rios Elba e Saale e evangelizou-os. Dividiu a região recém-conquistada em marcas, dos quais se destacam a Marca do Norte (a partir da qual desenvolveu-se o Reino da Prússia) e a Marca de Meissen (do qual surgiria o Reino da Saxônia). Ao tornar-se suserana sobre o território polonês, a dinastia otoniana contribuiu para a conversão dos polacos ao cristianismo.
Em 960, Otão I transferiu para o Conde Hermano (Hermann, em alemão) a autoridade ducal sobre a Saxônia; mais adiante, o título ducal tornar-se-ia hereditário na família de Hermano, os [Bilungos]]. Este ducado saxão medieval constituiu o cerne da oposição dos príncipes germânicos ao poder imperial durante o período dos imperadores francônios. Com a morte do Duque Magno em 1106, a linhagem ducal saxã extinguiu-se. O Imperador Henrique V (1106-1165) outorgou então o ducado, na forma de feudo, ao Conde Lotário de Suplimburgo, quem, em 1125, tornou-se rei da Germânia; com sua morte em 1137, transferiu o ducado da Saxônia a seu genro, o Duque Henrique, o Orgulhoso, da Casa de Guelfo. Seu filho, Henrique, o Leão, estendeu o controle germânico aos atuais territórios de Meclemburgo e Pomerânia. Henrique recusou-se a apoiar o Imperador Frederico I Barbarossa, dos Hohenstaufen, na campanha deste último contra as cidades lombardas em 1176, o que o levou a ser julgado e condenado in absentia em 1180 por uma corte em Wurzburgo; em 1181, derrotado por um exército imperial, Henrique viu-se obrigado a submeter-se, durante a Dieta de Erforte. Exilado, seus domínios saxões foram desmembrados. A maior parte do território - o agora chamado Ducado de Vestfália - foi entregue ao arcebispo de Colônia.

## A Saxônia Eleitora
O Saxe, nos séculos IX e X, era apenas um ducado que abrangia quase todo o norte da Alemanha. Mais tarde se desenvolverão o Baixo Saxe, ou Baixa Saxônia, futuro Hanôver, e o Alto Saxe ou Alta Saxônia. Em 1356, o duque do Alto Saxe se tornará Eleitor: em 1697, o eleitor Frederico Augusto I se tornará Rei Augusto II da Polônia.
Vejamos como se passou: após a dissolução do ducado saxão medieval, o nome Saxônia passou a ser aplicado a uma pequena parte do antigo ducado localizada no Elba, nos arredores da cidade de Wittenberg. Recebeu-a Bernardo da Ascânia, 2º filho de Alberto, o Urso, fundador da Marca de Brandeburgo (de onde surgiria o Reino da Prússia).
Os descendentes de Bernardo dividiram o território, acrescido do Lauenburgo, em duas partes: Saxe-Wittenberg e Saxe-Lauenburgo. Com a promulgação da Bula Dourada, ou Bula de Ouro, do Imperador Carlos IV, em 1356, a dignidade eleitoral foi atribuída ao duque de Saxe-Wittenberg que se tornou um dos sete Eleitores. Ao se extinguir sua linha Saxe-Wittenberg em 1423,  passou a dignidade eleitoral à dinastia Wettin:  o Imperador Sigismundo outorgou o território e a dignidade eleitoral ao marquês Frederico de Meissen ou Mísnia, apelidado o Belicoso,  que o ajudara contra os jussitas. Marqueses desde 1127, os Wettin em 1264 herdarão a Turíngia e a partir de 1347 tinham o título de condes palatinos de Saxe. Este nome Saxe ficará doravante reservado ao conjunto de seus domínios como eleitores de Saxe, até 1806.
Os Wettin trouxeram consigo as marcas de Meissen ou Mísnia e da Turíngia, fundindo-os com o Saxe-Wittenberg naquele ano, num território que viria a ser chamado Saxônia.
Em 1485, os netos de Frederico I, Ernesto e Alberto, reunidos em Lípsia, dividiram novamente o território, ficando Ernesto com o Ducado da Saxônia, o Landgraviato da Turíngia e a dignidade eleitoral, enquanto que Alberto III recebia a Marca de Meissen. A linhagem estabelecida por Alberto viria a substituir a de Ernesto, no século XVI, na dignidade eleitoral, e seria chamada linha Albertina.
A Reforma Protestante do século XVI ocorreu sob a proteção dos eleitores do Saxe-Wittenberg. O Eleitor Frederico, o Sábio, estabeleceu uma universidade em Wittenberg em 1502, da qual Martinho Lutero tornou-se professor de filosofia em 1508. Em 31 de outubro de 1517, Lutero pregou as suas Noventa e Cinco Teses na porta da igreja do castelo daquela cidade, dando início à Reforma Protestante. O eleitor não abraçou a nova interpretação do cristianismo de imediato, mas procurou proteger Lutero. O sucessor de Frederico, seu irmão João, o Constante, foi um fervoroso luterano que depôs todos os sacerdotes católicos em seu território e assegurou que a liturgia e a confissão luteranas fossem corretamente aplicadas.
Em 1531, João formou, juntamente com outros príncipes alemães, a Liga de Esmalcalda, cujo objetivo era a manutenção da doutrina protestante e a defesa comum contra o Imperador Carlos V, opositor da nova doutrina. Seu filho João Frederico, o Magnânimo, também foi um dos chefes da Liga e se opôs ao imperador e ao catolicismo. Foi derrotado e capturado por Carlos V na Batalha de Mühlberg, em 1547. Pela Capitulação de Wittenberg, daquele ano, João Frederico (da linhagem ernestina dos Wettin) foi obrigado a entregar o Saxe-Wittenberg e a dignidade eleitoral ao Duque Maurício de Saxe-Meissen (da linhagem albertina da mesma família). Com isso, o Eleitorado da Saxônia passou a compreender o Saxe-Wittenberg e o Saxe-Meissen, sob o controle da dinastia albertina da família Wettin que, embora protestante, havia apoiado o imperador contra a Liga de Esmalcalda.
Durante a Guerra dos Trinta Anos (1618-1648), João Jorge I da Saxônia procurou manter-se neutro, mas terminou por apoiar a Suécia quando o exército imperial avançou sobre a Saxônia. Após a Batalha de Nördlingen (1634), celebrou com o imperador a Paz de Praga (1635), pela qual a Saxônia receberia as Marcas da Alta e da Baixa Lusácia, na condição de feudo da Boêmia. O Tratado de Vestfália (1648) impediria a Saxônia de estender seu território ao longo do Baixo Elba e confirmou a preponderância da Prússia.
Com a conversão do Eleitor Frederico Augusto I em 1697, a família governante da Saxônia voltou a abraçar o catolicismo, embora a população continuasse a ser de confissão luterana.
Quando Napoleão e a Prússia entraram em conflito, a Saxônia aliou-se, de início, a esta última, mas terminou por juntar-se à França e a integrar a Confederação do Reno. O Eleitor Frederico Augusto III recebeu então (1805, um ano antes da dissolução do Sacro Império Romano-Germânico) a dignidade de rei da Saxônia, com o título de Frederico Augusto I.

## O Reino da Saxônia
O novo reino aliou-se à França em todas as guerras napoleônicas dos anos 1807-1813. Na Batalha das Nações (1813), que resultou na derrota de Napoleão, as tropas saxãs desertaram para o lado aliado; o rei da Saxônia foi levado prisioneiro para a Prússia. O Congresso de Viena entregou à Prússia grande parte do território saxão, que se tornou a província prussiana da Saxônia.
O Reino da Saxônia manteve apenas uma pequena área com cerca de um milhão e meio de habitantes; tornou-se membro da Confederação Germânica, fundada em 1815. Apoiou a Áustria contra a Prússia na luta destas últimas pela supremacia na Alemanha. Com a Prússia vencedora na guerra de 1866, viu-se obrigada a aderir à Confederação da Alemanha do Norte, liderada pelos prussianos. Em 1871, o Reino da Saxônia tornou-se um dos estados do novo Império Alemão; continuou organizada como um reino até 1918, quando o império foi abolido e criou-se a República de Weimar. O último rei da Saxônia foi Frederico Augusto III, que abdicou em 1918.

## Após 1918
Após 1918, a Saxônia tornou-se um estado da República de Weimar. O estado foi dissolvido em 1952 e redividido em três Bezirke baseados em Lípsia, Dresda e Karl-Marx-Stadt (hoje Chemnitz). O estado foi restabelecido após a reunificação da Alemanha, em 1990.